# Düsseldorfer Straße 47 (Mönchengladbach)

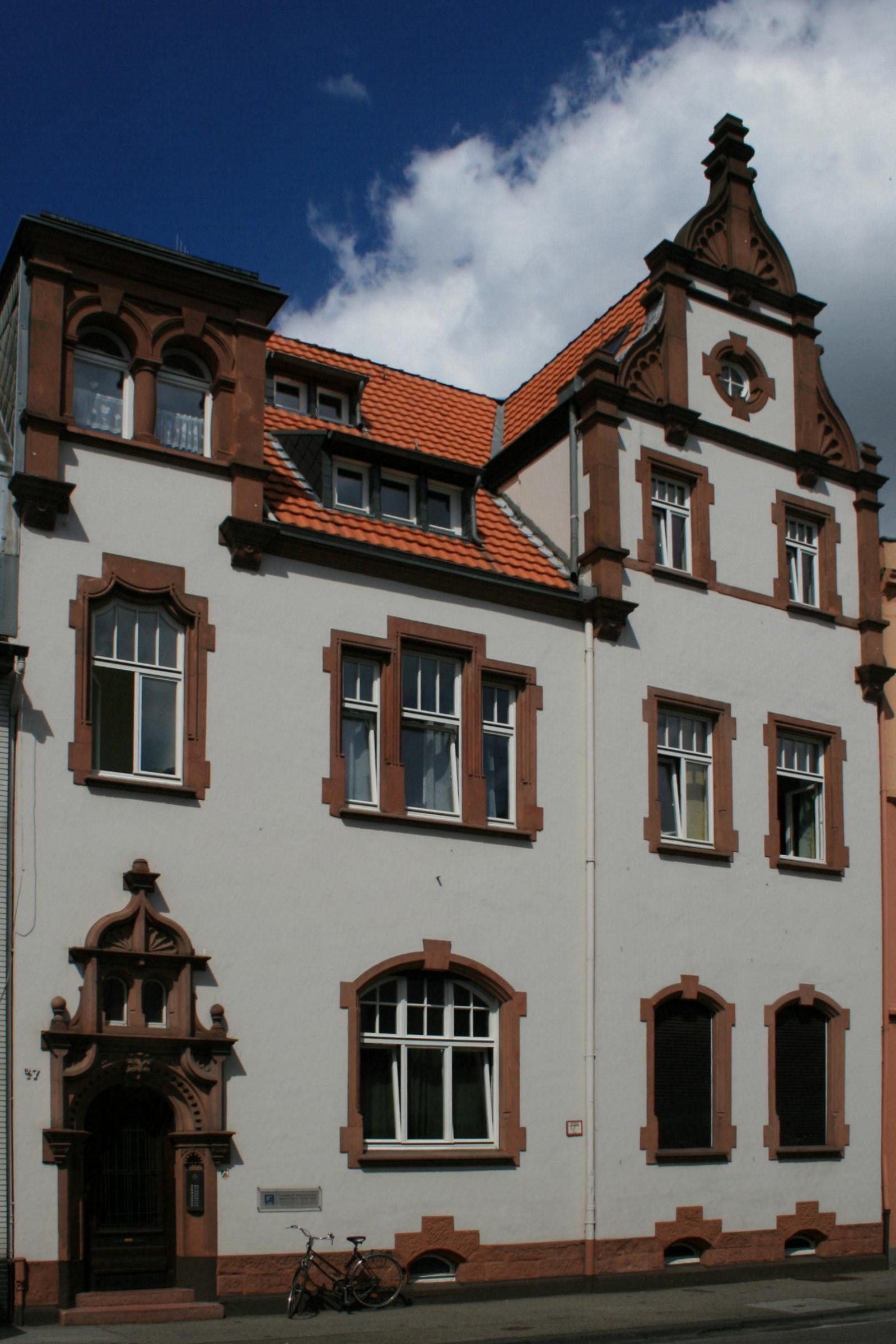
Wohnhaus (2010)

Das Wohnhaus Düsseldorfer Straße 47 steht im Stadtteil Rheydt in Mönchengladbach (Nordrhein-Westfalen).
Das Haus wurde 1897 erbaut. Es ist unter Nr. D 010 am 3. November 1993 in die Denkmalliste der Stadt Mönchengladbach eingetragen worden.

## Architektur
Das Wohnhaus aus dem Jahre 1897 liegt im mittleren Bereich der Düsseldorfer Straße. Der zweieinhalbgeschossige Putzbau mit Gliederungselementen ist in Buntsandstein erbaut und besitzt eine Fassadengestaltung unter Verwendung von Giebel, Türmchen und Erker. Im Turmaufsatz befinden sich zwei gekoppelte Rundbogenfenster, im Giebelfeld ein kreisförmiges Ochsenauge. Das steil ausgebildete Satteldach durchbrechen zwei versetzt angeordnete Gauben, die Brandmauer des Hauses ist rechts als Treppengiebel hochgeführt.